# 衣山站
衣山站（日语：／ Kinuyama eki */?）是位於日本愛媛縣松山市的鐵路車站及路面電車站，隸屬於伊予鐵道（伊予鐵），車站編號為IY07。本站至古町站為伊予鐵道內唯一的高架路段。

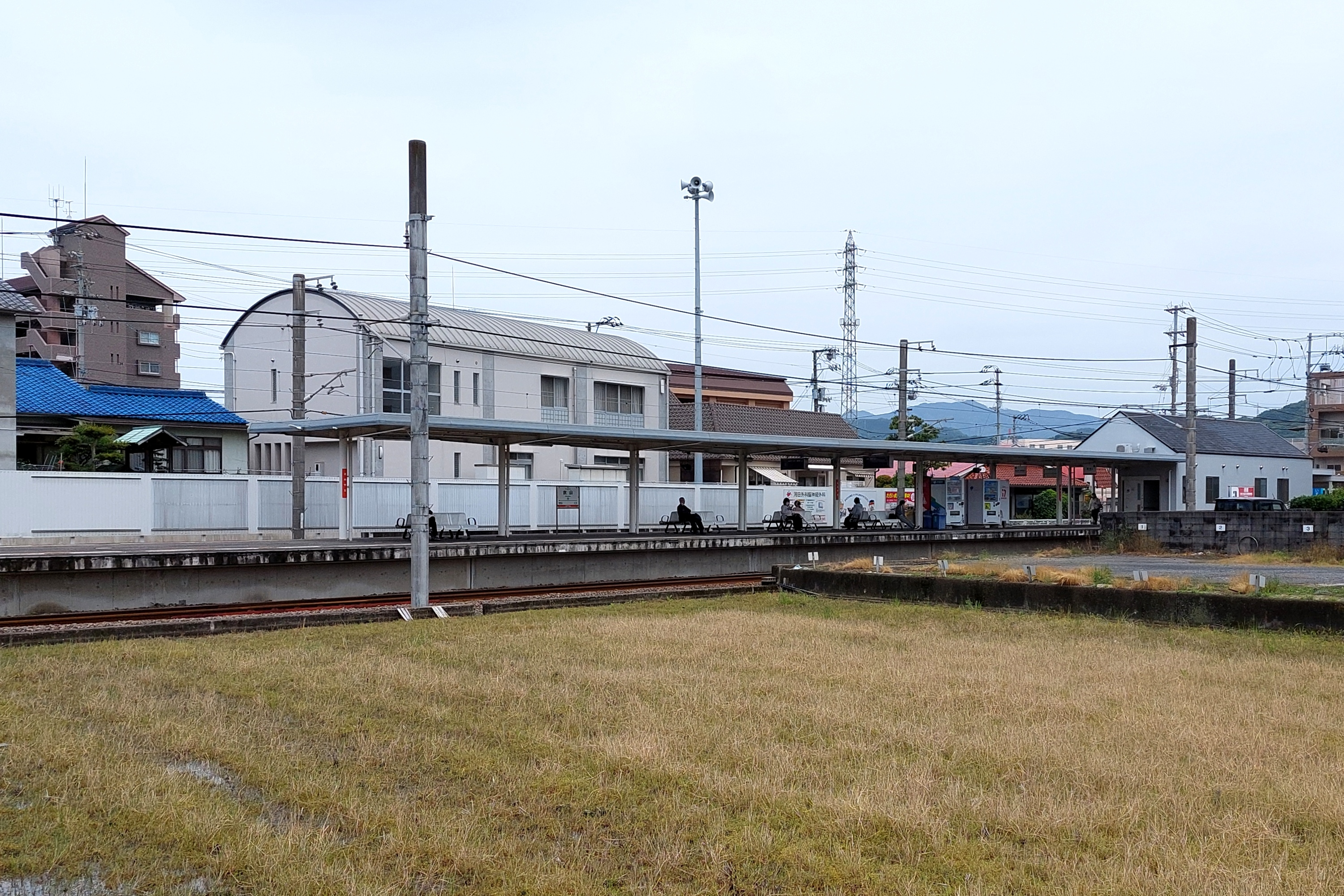
月台遠景(2024年5月)

## 車站結構
本站現時使用中的站房為第二代站房，為因應古町站至本站進行高架工程以跨過國道186號，此站向高濱站方向遷移至愛媛縣道184號旁邊重設，並採取簡易式車站模式，唯仍於月台末端設置了以水泥及磚砌成的站務室、洗手間及自助售票機座，並為較早期已完成設置無障礙斜道的車站之一。驗票閘口採用開放式設計，並裝有對應IC卡的感應器。由於車站位處軌道的中央處，由兩邊進入車站的乘客，先需橫過平交道才能到達斜道入口而進入月台。
站內設有島式月台1座，提供1面2線的配置，有效長度為3輛。其中近出入口的2節長度設有上蓋、候車座椅、顯示列車班次情報的LED電視及多部自動售賣機。每邊月台均設置燈箱式列車到站提示器，當列車快將到達時，提示燈便會亮起及顯示出提示字句。

### 月台配置
| 月台               | 路線    | 方向 | 目的地                            |
| ------------------ | ------- | ---- | --------------------------------- |
| 北側（小商店側）   | ■高濱線 | 下行 | 松山市、直通■横河原線往横河原方向 |
| 南側（小山大廈側） | ■高濱線 | 上行 | 高濱方向                          |

## 歷史
- 1927年11月1日：開業。
- 1995年8月21日：因應高架化工程，車站向高濱方向遷移了100米。
- 2025年3月18日：伊予鐵內所有郊外鐵道線均可使用ICOCA及全國交通系IC卡[4][5][6]。

## 相鄰車站
伊予鐵道
■ 高濱線
西衣山（IY06）－衣山（IY07）－古町（IY08）

## 外部連結
- 伊予鐵道衣山站公式網頁。 （页面存档备份，存于）（日語）